# ما قبل التاريخ في فرنسا
فرنسا ما قبل التاريخ هي فترة إشغال البشر (ومن ضمنهم البشراناويون الأوائل) للمنطقة الجغرافية التي تشغلها فرنسا في الوقت الحاضر، وهي فترة امتدت عبر عصور ما قبل التاريخ وانتهت في العصر الحديدي مع «حضارة لاتين» الكلتية.
تشير الأدوات الحجرية إلى أن البشر الأوائل كانوا موجودين في فرنسا قبل نحو 1.57 مليون عام على الأقل.

## العصر الحجري القديم

### العصر الحجري القديم السفلي
تشير الأدوات الحجرية المكتشفة في ليزينان-لا-سيب في 2009 إلى أن البشر الأوائل كانوا موجودين في فرنسا قبل نحو 1.57 مليون عام على الأقل.
تضم فرنسا مواقع أولدوانية (أبيفيلية) وأشولينية تابعة للأنواع البشراناوية المبكرة أو غير الحديثة (الانتقالية)، أجدرها بالذكر الإنسان المنتصب وإنسان هايدلبيرغ. إذ يعود تاريخ السن المكتشف في كهف أراغو (سن أراغو 149) إلى 560 ألف عام. إنسان تاوتافيل (الإنسان المنتصب تاوتافيل) هو نويع مفترض من الإنسان المنتصب البشراناوي، عُثر على بقاياه الأحفورية التي عمرها 450,000 عام في موقع كهف أراغو ضمن بلدية تاوتافيل.
احتوى موقع غروت دو فالوني القريب من منتون على أدوات حجرية بسيطة يعود تاريخها إلى مليون حتى 1.05 مليون عام قبل الميلاد. استُغلت مواقع الكهوف للسكن، لكن يُحتمل أيضًا أن الصيادين وجامعي الثمار في العصر الحجري القديم بنوا ملاجئ مثل تلك المُتعرف عليها من خلال الأدوات الأشولينية في موقعي غروت دو لازاريت وتيرا أماتا بالقرب من نيس في فرنسا. وجدت الحفريات في تيرا أماتا آثارًا لأقدم استئناس معروف للنار في أوروبا من العام 400 ألف قبل الميلاد.

### العصر الحجري القديم الأوسط
يُعتقد أن النياندرتال وصلوا إلى فرنسا نحو العام 300 ألف قبل الميلاد، ولكن يبدو أنهم اندثروا بحلول 30 ألف قبل الميلاد تقريبًا، ربما لأنهم لم يستطيعوا منافسة البشر الحديثين خلال فترةٍ من الطقس البارد. عُثر على الكثير من القطع الأثرية النياندرتالية، أو «الموستيرية»، (سميت بذلك نسبة إلى الموقع النوعي لو موستيي، ملجأ صخري في إقليم دوردونيي الفرنسي) من هذه الفترة، استُخدمت في بعضها «تقنية ليفالويس» وهي نوع مميز من تشذيب الصوان طورها البشراناويون خلال العصر الحجري القديم السفلي لكنها مرتبطة بشكل أكبر بصناعات النياندرتال في العصر الحجري القديم الأوسط. والأهم من ذلك، تشير النتائج الحديثة إلى أن النياندرتال والبشر الحديثين ربما تزاوجوا.

### العصر الحجري القديم العلوي
كان البشر الحديثون الأوائل -البشر الأوروبيون الأوائل الحديثون- موجودين في أوروبا قبل نحو 43,000 عام خلال فترة ما بين جليديين طويلة وذات مناخ معتدل بشكل خاص، عندما كانت أوروبا دافئة نسبيًا وكان الطعام وفيرًا. وحين وصلوا إلى أوروبا، جلبوا معهم النحت والحفر والرسم وزخرفة الجسم والموسيقى والزخرفة المضنية للأغراض النفعية. يعود تاريخ بعض أقدم الأعمال الفنية في العالم، مثل رسوم الكهوف في كهف لاسكو في جنوب فرنسا، إلى ما بعد هذه الهجرة بقليل.
تنقسم ثقافات العصر الحجري القديم الأوروبية إلى عدة مجموعات فرعية زمنية (تستند جميع الأسماء إلى المواقع النوعية الفرنسية وبشكل أساسي في إقليم دوردونيي):
- الأورينياسية (نحو 38,000 حتى 23,000 ق.ح.) – مسؤولة عن تماثيل فينوس المصغرة ورسوم الكهوف في كهف شوفيه (استكملت خلال الفترة الغرافيتية).
- البريغوردية (نحو 35,000 حتى 20,000 ق.ح.) – يخضع استعمال هذا المصطلح للنقاش (يدل المصطلح على أن الفترات الفرعية التالية تمثل تقليدًا مستمرًا).
  - الشاتلبيرونية (نحو 39,000 حتى 29,000 ق.ح.) – ثقافة مستمدة من الصناعة الموستيرية النياندرتالية السابقة واستخدمت نوى ليفالويس وتمثل الفترة التي شغل فيها النياندرتال والبشر الحديثون أوروبا معًا.
  - الغرافيتية (نحو 28,000 حتى 22,000 ق.ح.) – مسؤولة عن تماثيل فينوس المصغرة ورسوم الكهوف في كهف كوسكير.
- السوليوترية (نحو 22,000 حتى 17,000 ق.ح.)
- المجدلانية (نحو 17,000 حتى 10,000 ق.ح.) – يُعتقد أنها مسؤولة عن رسوم الكهوف في بيتش ميرل (في إقليم لوت بمقاطعة لانغيدوك، يعود تاريخها إلى 16,000 قبل الميلاد) ولاسكو (الواقع بالقرب من قرية مونتينياك في إقليم دوردونيي، يعود تاريخها إلى ما بين 13,000 و15,000 قبل الميلاد، وربما يعود تاريخها إلى 25,000 قبل الميلاد) وكهف تروا فرير وكهف روفينياك المعروف أيضًا باسم كهف المئة ماموث. تمتلك أكبر نظام كهوف في منطقة بيريغورد في فرنسا وأكثر من 8 كيلومترات من الممرات تحت الأرض.

يشير الخبراء أحيانًا إلى «منطقة فرانكو كانتابريان» لوصف هذه المنطقة المكتظة بالسكان في جنوب فرنسا وشمال إسبانيا في أواخر العصر الحجري القديم.

## العصر الحجري المتوسط
تطورت الثقافة المجدلانية من العصر الحجري القديم إلى العصر الحجري المتوسط. في جنوب غرب فرنسا وإسبانيا، يمكن للمرء أن يجد الثقافة الأزيلية من الذروة الجليدية الأخيرة والتي تعايشت مع ثقافات أوروبية مماثلة في أوائل العصر الحجري المتوسط مثل ثقافة  تجونجيريان في الشمال الغربي واالثقافة لآرنسبورغية في الشمال وثقافة سويدريان في شمال شرق أوروبا، خلفت كلها مجمّع فيديرميسر. تُبعت الثقافة الأزيلية بالثقافة السوفيتيرية في جنوب فرنسا وسويسرا والثقافة التاردينوازية في شمال فرنسا والثقافة الماغليموسية في شمال أوروبا.
علماء الآثار ليسوا واثقين فيما إذا شهدت أوروبا الغربية هجرة العصر الحجري المتوسط. إذا كان المهاجرون الغرافيتيون أو الإبيباليوليت إلى أوروبا حقًا من الهندو أوربيين البدائيين، فإن السكان الذين يتحدثون لغات غير هندية أوروبية هم مرشحون واضحون لبقايا العصر الحجري القديم السابق. يقدم الفاسكون (الباسكيون) من جبال البرانس المثال الأقوى لأن لغتهم لا ترتبط بأي لغة أخرى في العالم، ولأن سكان الباسك يمتلكون ملفًا جينيًا فريدًا.[بحاجة لمصدر] أثّر اختفاء دوغرلاند على الأراضي المحيطة. اضطر سكان دوغرلاند للذهاب إلى شمال فرنسا وشرق إيرلندا هربًا من الفيضانات.

## العصر الحجري الحديث الأوروبي
استمر العصر الحجري الحديث الأوروبي في شمالي أوروبا قرابة 3,000 عام (من نحو 4500 قبل الميلاد حتى 1700 قبل الميلاد). ويتميز بما يعرف بالثورة الزراعية، وهي فترة انتقالية تضمنت تبني الزراعة وتطوير الأدوات وصناعة الفخار (فخار الكارديوم، ثقافة الفخار الخطي) ونمو مستوطنات أكبر وأكثر تعقيدًا.